# Edemir Rodríguez
Edemir Rodríguez Mercado (ur. 21 października 1986 w Santa Cruz) – boliwijski piłkarz występujący na pozycji obrońcy. Zawodnik klubu Bakı FK.

## Kariera klubowa
Rodríguez zawodową karierę rozpoczynał w 2004 roku w zespole Real Potosí. W 2007 roku zdobył z nim mistrzostwo fazy Apertura. W Realu spędził 7 sezonów. W tym czasie rozegrał tam 194 spotkania i zdobył 10 bramek. W 2011 roku odszedł do Bolívaru. Zadebiutował tam 23 stycznia 2011 roku w zremisowanym 0:0 meczu rozgrywek boliwijskiej ekstraklasy z The Strongest.

## Kariera reprezentacyjna
W reprezentacji Boliwii Rodríguez zadebiutował w 2007 roku. W tym samym roku został powołany do kadry na Copa América. Na tamtym turnieju, zakończonym przez Boliwię na fazie grupowej, nie zagrał jednak ani razu.